# ルイ・アルチュセール
ルイ・ピエール・アルチュセール（Louis Pierre Althusser、1918年10月16日 - 1990年10月22日）は、フランスの哲学者。マルクス主義哲学に関する研究において著名である。

## 概説
フランス共産党を内部から批判すべく、『マルクスのために』、『資本論を読む』を著し、マルクス研究に科学認識論的な視点（認識論的切断や徴候的読解）を導入した。また、論文「イデオロギーと国家のイデオロギー諸装置」において、呼びかけ＝審問(en:Interpellation (philosophy))による主体形成の理論を提案した。
高等師範学校（fr:École normale supérieure (rue d'Ulm — Paris)）の教員として、ミシェル・フーコー、ジャック・デリダ、バリバール 、ランシエール、アラン・バディウ、ミシェル・セール、ベルナール＝アンリ・レヴィら、20世紀中葉以降に活躍する多くの哲学者を育てた。またアルチュセールの影響は、経済学におけるレギュラシオン理論を筆頭に、ニコス・プーランツァス（政治学）やモーリス・ゴドリエ（人類学）、ピエール・ブルデュー（社会学）など社会科学における広範な領域に及んだ。
一方、アルチュセール自身の思想的な経歴は、マルクス主義と構造主義だけで説明しうるものではない。1939年に高等師範学校に合格するも、第二次世界大戦の勃発により兵役召集される。1940年に戦争捕虜となり、シュレスヴィヒの収容所で捕虜生活を体験、戦争終結後に復学する。戦前の耽美的なノン・コンフォーミスト（fr:Non-conformistes des années 30）に近い立場から、捕虜生活、そして妻エレーヌ・ルゴティアン（対独レジスタンスにおけるフランス共産党の闘士）との出会いを経て、アルチュセールは労働司祭であったモンチュクラール師（fr:Maurice Montuclard；雑誌『教会の青年』の創設者）などに代表されるカトリック左派的な立場に近づき、最終的にはマルクス主義に転じた。
高等師範学校への復学後、アルチュセールはガストン・バシュラールの指導のもとヘーゲルを研究。バシュラールのもとでの研究が後の認識論的切断を生み出した。
アルチュセールは、エピクロス、スピノザやマキャヴェッリ、パスカルの読解にも新風を吹き込んだ。
1980年、妻のエレーヌを絞殺。精神病のために責任能力なしとされた。

## 生涯

### 伝記
アルジェリアに移住したアルザス出身、カトリックを信仰する家庭に生まれる（ピエ・ノワールの家系）。父は銀行員。父の仕事の都合もあり、アルジェからマルセイユ、そしてリヨンのパルク高校(fr:Lycée du parc)で勉学を積む。パルク高校の受験準備学級(fr:Classes préparatoires littéraires)では、ジャン・ラクロワ(fr:Jean Lacroix)やジャン・ギトン(fr:Jean Guitton)から哲学の授業を、またジョゼフ・ウルス(fr:Joseph Hours)から歴史の授業を受けた。高校在学中の1937年に、キリスト教学生青年会(JEC; fr:Jeunesse étudiante chrétienne)に入会する。1948年にフランス共産党に入党した後も、このカトリシスムへの関心やカトリック関連組織への参加は続けられていく。しかし、高校生当時抱いていた王政派的な政治上の傾向は、戦後になると鳴りをひそめる。
1939年に、高等師範学校に合格。しかし、学期が始まる前に、第二次世界大戦の勃発により、軍隊に動員される。所属していた砲兵部隊は間もなく ヴァンヌで降伏、戦争の残りの期間を捕虜収容所で過ごす。この間、アルチュセールは手帳に自伝的な文章を書き連ねており、この草稿は死後、Journal de captivité, Stalag XA 1940-1945 として公刊された。

### 年表
- 1918年10月16日、フランス領アルジェリア、ビルマンドレで生まれる。
- 1936年 - 1939年 父の転勤に伴い、フランス、リヨンに転居。王党派カトリックの影響を受ける。
- 1939年 高等師範学校に合格
- 1940年 兵役召集。まもなく捕虜になり、以降5年間の虜囚生活を送る。
- 1945年 5月、終戦により解放、モロッコ、カサブランカで家族に再会
- 1946年 1月、エレーヌ・ルゴシアン、別名リトマン(Hélène Legotien, alias Rytman)との出会い
- 1946年 復活祭の時期、教皇ピウス12世と会見
- 1946年 10月、高等師範学校に復学
- 1947年 学位論文（DES）として、ヘーゲル論を提出
- 1948年 「教会の青年」グループと接触（Cf. 「事実問題」）
- 1948年 8月、アグレガシオンに2位で合格
- 1948年 9月、高等師範学校の復習教師(Agrégé-répétiteur)として採用
- 1948年 11月、フランス共産党に入党
- 1959年 『モンテスキュー 政治と歴史』を上梓
- 1964年 パリ精神分析協会を脱退したジャック・ラカンを、高等師範学校に招請する。
- 1965年 『マルクスのために』『資本論を読む』を上梓
- 1968年2月、 イタリア共産党の機関紙『ウニタ』に、「革命の武器としての哲学」掲載
- 1968年2月、 フランス哲学会で「レーニンと哲学」講演
- 1968年5月、五月革命勃発。「バリケードの夜」の後、入院
- 1968年秋、アラン・バディウと決裂
- 1968年9月、エレーヌ・リトマンと同棲開始
- 1968年11月、ジャン・イッポリット(fr.)追悼講演。メルロー＝ポンティについて「生前から死んでいた」と述べ、スキャンダルに。
- 1972年 7月25日-8月1日 雑誌『フランス・ヌーヴェル』において、哲学のアグレガシオンについて、ダヴィド・カイゼルグリューバーが組織したボイコットに反対する断固たる立場を表明。マキャヴェッリについて講義。『ジョン・ルイスへの回答』(cf. John Lewis (en.))上梓
- 1973年10-12月 睡眠療法のため数次に渡る医療機関滞在
- 1975年 アミアン大学に、「業績にもとづく博士号」を申請、口頭試問を受ける（cf.『マキャベリの孤独』）。試問では満場一致で博士号授与該当とされたものの、その後の国の委員会による「審査」で、落されてしまう。
- 1976年2-3月 エレーヌ・リトマンと正式に結婚
- 1976年2月6日 二人でスペインを旅行、グラナダ大学などで講演（cf.『哲学について』）。
- 1976年3月 『ポジシォン』上梓。
- 1976年4月 「プロレタリア独裁」概念の放棄に反対して発言
- 1976年6月 論文「フロイト博士の発見」の執筆。1978年にレオン・チェルトク(Leon Chertock)に送ることになる文章である（cf. 「トビリシ事件」）
- 1976年9月 『国際的かつ国際主義的雑誌』の発刊を希望
- 1976年秋～冬 『事実』［最初の自伝草稿］を執筆
- 1976年10月 ドミニク・ルクール(fr.)『ルイセンコ プロレタリア科学の現実的歴史』序文。「ポスト革命社会における権力と反対者たち」に関するヴェネツィアでのシンポジウムで報告（「ついにマルクス主義の危機！」）
- 1976年12月 ソルボンヌ哲学科共産主義学生同盟に請われ講演
- 1977年5月 『第22回大会』を上梓。内容は1976年12月の講演。マスペロ社(fr.)『からの「延安叢書」(Cahier Yenan)の発刊の機会にアラン・バディウと再び接触。
- 1977年6月 パリ政治学院で「マキャヴェリの孤独」講演
- 1980年3月、パリ・フロイト派解散の会議に現れる（cf.『フロイトとラカン』）。
- 1980年11月、エレーヌを絞殺。精神鑑定後、心神喪失による免訴となる
- 1984年 再度鑑定ののち、行政拘束を解かれる。
- 1988年 メキシコから来たフィルナンダ・ナバロとの対談をもとにした本が、メキシコで出版される（cf.『哲学とマルクス主義』）。
- 1990年10月22日、イヴリヌ県のラ・ヴェリエール病院にて、心不全により死去。彼の遺稿は、IMEC（現代出版史資料館）に寄贈され、以降、その一部が公刊されることになる。

### 自伝（『未来は長く続く』）執筆のきっかけ
（ウィキペディア・フランス語版fr:Louis Althusserより抄訳）
アルチュセールは、1985年3月14日付の『ル・モンド』紙のある記事を目に留める。それは、パリ人肉事件の佐川一政が書いた本の成功を取り上げた、クロード・サロートの記事だった。彼は精神病院に一時拘留されたが、予審免訴の恩恵を受け、すぐに本国に返されている。サロートはこう書いている。「我々報道者というものは、アルチュセールという権威的名前と、予審免訴というおいしい話とを一緒くたにして、すぐにことを大げさに考える。犠牲者？ そんなことには、三行すら書く必要もなかろう。主役は犯人である。」
アルチュセールの友人は、反論を勧めた。しかし、彼も予審免訴に与っているのだから、その記事はたしかに当を得ている。こうして、アルチュセールは自伝をものして、自分のしたことを説明しようとしたのだ。（『未来は長く続く』の「編者による紹介」を参照〔邦訳には載っていない〕。）

## 思想
アルチュセールの思想は、『マルクスのために』『資本論を読む』を頂点とする前期と、自己批判を経て新たな興味深いテーゼを立てる後期に分けることができる（ここでは80年代の思想も後期に含める）。ただし、ここでは、あくまで思想的な推移を描き出すために、単純な時系列的区分による説明はしない。また、「国家のイデオロギー装置」の学説をはじめとした社会学的議論は、彼の哲学‐思想的な前‐後期の区分とは別に取り上げる。さらに、基調の異なる諸論考については、「その他」とする。

### 前期―マルクスの発見

#### 「理論的反ヒューマニズム」と「歴史の科学」
1962年にマルクスの初期作品「経済学哲学草稿」フランス語版が出版され、マルクスは単なる社会改革だけでなく、人類の道徳改革までに広げた理想主義者、ヒューマニストであるとの解釈が当時あり、これはレーニン主義という教条的な実証主義とは別の系譜にマルクスを位置づけるものだった。これに対して、アルチュセールは、当時流行していた構造主義から手がかりを得て、ヒューマニズム的なマルクス解釈を「非科学的」として切り捨て、個人の道徳的な状況や責任を強調することは、歴史のなかで作動する巨大で非個人的な諸力の評価を損ねることであるとし、「理論的反ヒューマニズムだけが、一般的で実践的なヒューマニズムを正当化する」と述べ、若い毛沢東主義者の学生たちに、反ヒューマニズム的な共産主義者であるべきだと教えた。アルチュセールの目するところ、当時共産主義を取り巻いていたヒューマニズムの風潮は、凄惨な粛清を生んだスターリン主義と地続きのものであった。
加えて マルクス主義ヒューマニズムには、若きマルクスの疎外された主体性の奪還というテーマですべてを語ろうとするきらいがあった。マルクスのもっと重大な発見は、別なところにある。若きマルクスはその時代の学問的風潮に未だ捉われていたのであり、『ドイツ・イデオロギー』を境目として、真に彼独自の思想が展開されるのだ。アルチュセールはそう考えた。これが、「認識論的切断」のテーゼである。
アルチュセールの説くところ、マルクス独自の思想は、ヘーゲル的なプロブレマティック（問題系、問題設定）を脱するところに開花する。ヘーゲルにおける「現象」と「本質」の関係、単一の内的原理から社会を説明する方法を、マルクスはひっくり返す。それも、ただひっくり返すのではなく、「現象‐本質」という前提（プロブレマティック）そのものを問い直し、「（経済的）土台による規定と上部構造による反作用」という別な問題を提示する。こうして、「重層的決定」の概念が登場する。ここにおいて、社会の一元的な規定原理というものは想定しえないのである。
このような理論的前提のもと、アルチュセールは、マルクスの知的態度を「"無"歴史主義」と称し、さらにその発見を「歴史の科学」と規定した。彼によれば、いわゆる史的唯物論とは、ある社会を、その歴史的変容に即して分析する、ひとつの科学に他ならない。

#### 哲学―「書かれざる」「実践の状態にある」弁証法
このような「歴史の科学」を生み出したマルクスの方法とは、いかなるものか。アルチュセールはこれを、「書かれざる」「実践状態で機能する」弁証法であると言い、それこそがマルクスの哲学であるとした。
いわゆる理論もまた、概念を生産するための、一種の実践である。ゆえに彼は、広義の理論活動を「理論的実践」と定義する。そして、諸々の理論が「理論的実践」ならば、そうした実践そのものの一般理論、理論的実践の過程の理論（大文字の≪理論≫）もまた存在する。このような発想から、『経済学批判要綱』の「序説」を引用しつつ、「科学は、具体的な物ではなく、一般性に働きかけ、新たな概念を生み出す」という一般理論を、アルチュセールは見出すのである。彼によれば、いわゆる唯物弁証法とはこの一般理論に基づくものである。
では、このような一般理論、このような弁証法をもとにマルクスが作り上げた理論や概念は、いかなる意味において重要なのか。それを理解するには、単に『資本論』のあれこれの節を暗記していればそれでいい、ということにはならない。ここで、「兆候的読解」に対する理解が必要となる。ある問題においては、問いの不在（見えているがゆえに不可視となっているもの）があり、それを適切に見出す読みが、兆候的な読み方である。マルクスは、当時の古典経済学に対して、その読み方を実践したのだ。だから、それを理解しない限り、マルクスの発見の意義を測ることはできないのである。
こうした彼の初期思想は、マルクスの重大さを、「科学」（つまり、その根拠が検証可能であり、確立された理論のもとで同じ観測結果が得られる、反復可能な知識）として提示しようとする、理論的努力に貫かれている。すると、哲学とは、そのような「科学の科学」だという色彩を、いきおい帯びてくる。そのような彼の読みは、一方では、確かに刺激的であり可能性に満ちたものであった。だが他方で、彼に対する「科学主義」という批判が、的を射ていたことも確かである。

### 後期―自己批判から偶然の唯物論へ

#### 「理論における階級闘争」としての哲学
1970年前後から、アルチュセールは、自身の理論主義的偏向を自己批判するようになる。しかしながら、自己批判後の彼の思想は決して、己が過ちを改めたる、といったものではない。むしろ彼が選んだのは、己の学説の半端さ加減を自ら正す、という方向であった。
その中で登場する新たなテーゼの一つが「理論における階級闘争としての哲学」である。68年の「レーニンと哲学」を機に、哲学とは（理論的）実践の理論ではなく、実践そのものであると主張されるようになる（実践の哲学ではなく、哲学の実践）。哲学は、科学の信憑性を保証する「科学の科学」ではない。哲学とは別なやり方で継続される政治である（cf.「レーニンと哲学」）。哲学は、はるか昔から続く、観念と観念との戦いである（cf.「グラナダ講演」）。

#### 偶然の唯物論
かつてアルチュセールは、マルクスを大きくヘーゲルから引き離してみたものの、依然『資本論』に至るまでヘーゲルからの影響が或る形で残り続けていたことをもまた、認めていた。このことについては、自己批判の諸テキストの中で、認識論的切断の学説に「継続する切断」という説明を加えていることからも分かる。
後のアルチュセールは、ついに、ヘーゲルのマルクスへの最大の負債を認めることになる。それは、「過程」という概念である。但し、ヘーゲル弁証法特有の、目的論的過程ではない。それは、「主体も目的もない過程」、不均等な起源を持つ様々な要素が織りなす複合的な過程なのだ。そう彼は述べるのである。
この着想は、その色調をいくばくか変えながら、歴史的過程の作動因を「偶然の出会い」と呼ぶ、晩年の思想につながっていく。エピクロス的な原子の雨。そして、その斜行が生む、偶然による原子の衝突。こうしたイメージが、諸要素が偶然に凝固して（出会って）、一定の持続力をもった一つの歴史的形態がなされるという、独特の唯物論につながっていくのである。
偶然の唯物論者の一例としては、マキャヴェッリが挙げられるだろう。アルチュセールによれば、彼は、封建領主制という古い伝統と、やがてブルジョワジーの台頭のお膳立てをすることになる絶対君主制との、まさに狭間に立った。機が熟すための諸要素の「偶然の出会い」の前の空白に、彼は場所を占めていたというのである。彼の『君主論』は、彼の時代ではなく後の時代に向けて、いずれイタリアに芽を出す国民国家の時代に向けて書かれたものだと言える。
- かつてアルチュセールは理論主義と非難された。彼がそれまで主張していたのは、ひとつに、理論的なものも含めた観念の中での真実と所与の現実そのものの絶対的非同一性であった。だがそれにも拘らず、彼は科学的な知と非科学的な知（イデオロギー）とを、観念の中だけであれ、明確に切り離そうとしたし、恐らくそれが可能だと信じていた。しかし後期思想のトーンは、その二分法を己の理論的欠陥として放棄するところから始まっているようだ。「理論における階級闘争」とは、哲学そのものの普遍主義を帳消しにしようとする規定であり、主体も目的もない過程というのは、歴史主義の決定論を退けようとしたアルチュセール自身の決定論的傾向を、打ち砕こうとするものであった[要出典][誰?]。

### 社会の再生産過程
アルチュセールの思想の大部分は、マルクスの読み直し、哲学の地位等の、純粋に理論的な問題にかかわっている。しかしながらその一方で、なまの題材を扱った考察もまた、少ないながらも存在する。つまり、社会（マルクス主義的には社会構成体）と、その再生産についての考察である。

#### 生産関係の再生産
当たり前の話だが、ある社会（社会構成体）は、その人々が死なずに食べていくための生産の様式が、変わらず維持されることで、存続するだろう。ゆえにマルクス主義は、その生産様式によって、諸々の社会形態を区別している。しかし、その生産様式が維持されるのは、実はまったく当たり前のことではない。それは何の働きかけもなしに、勝手に保たれているものではない。各人の各生産現場への配置、つまり生産関係を、必然的なものとして認めさせる必要があるのだ（生産関係の再生産）。

#### 国家のイデオロギー装置
そのような再生産の過程は、社会が（つまり生産関係が）広範囲になればなるほど、きちんとしたシステムとして確立される必要が出てくる。そして、実際にそのようなシステムとして機能しているのは、国家に他ならない。なぜなら、暴力（軍事力、警察力）による脅し（国家の抑圧装置）のみならず、人がシステムの規定に従って、自発的に生産関係の一部に加わるための制度や実践（学校、情報メディア、福祉的制度、文化的慣行の制度、法的に定められた家族、等々）さえもが、国家の名のもとにあるからだ。そのようなシステム・制度が、他ならぬ国家のイデオロギー装置である。アルチュセールは、この「国家のイデオロギー装置」という概念を用いて、家族、病院、大学からの解放を訴えた。

#### イデオロギー
とりわけ前期の思想では、イデオロギーとは、科学的方法から厳密に排除されるべきバグに他ならなかった。しかし、アルチュセールがその思想を練り直し幾つもの軌道修正を加えるにつれ、イデオロギーの積極的効果に焦点が移る。曰くイデオロギーとは、人間が主体として既存の社会関係に与するための保証を与えているものである。それはただの観念ではなく、人間による諸々の実践と切り離せないものである。街角での警察官からの「おい、そこのお前」という呼びかけすら、イデオロギー的に定められた儀式であり、それに応じて振り返ることですら、そのイデオロギーに参加することに他ならない。ゆえに、イデオロギーの内容は種々多様であっても、イデオロギーそれ自体は不可避である。

#### マルクス主義の危機、そして再び国家について
70年代後半は、マルクス主義の危機というテーマが、アルチュセールにとり憑いていた。ところで、再生産論において、己が共産党の「国家のイデオロギー装置」としての性格について、彼はすでに考察している。「大衆の前衛」のはずの政党が、支配構造を維持するためのイデオロギー装置となっているということが、いよいよリアリティをもってきたことについて、えもいわれぬ焦燥感を掻き立てていたのかもしれない。
フランス共産党が「プロレタリア独裁」テーゼを放棄したことについて、彼は激しく批判した。この時期の彼は、このプロレタリア独裁を巡って、再び国家を主題に取り上げている（cf.『哲学・政治著作集』1）。国家の分離と循環についての興味深い考察がそこで見られるが、その着想はさらに実を結びはしなかったようである。

### その他の思想

#### 青年期の著作
青年期のアルチュセールはヘーゲルに傾倒し、彼についての学位論文を提出するのだが、その直後に共産党へ入党、そして手のひらを返すようにヘーゲル批判を始めている。体系的ではないものの、後の思想の通奏低音となっている着想のいくつかは、このころに出始めているようだ（cf.『哲学・政治著作集』1）。

#### 芸術論
現実の素材を扱った著作群の、もう一方。哲学とは根本的な意味で隠喩であるという、アルチュセールの信条が裏付けられている（cf.『哲学・政治著作集』2）。

## 影響
『マルクスのために』と『資本論を読む』は、アルチュセールの名声を国際的に確立した。1960年代から70年代にかけてマルクス主義者によってなされた『資本論』の哲学的再解釈の中で、最も影響力のあったものの一つとなった。
アルチュセールの著作は、マルクス主義内の修正主義、エキュメニカルな傾向に対する介入から生まれた。アルチュセールは、マルクス主義の伝統だけでなく、マルクス以前の思想や、同時代の構造主義、科学哲学、ジャック・ラカンの精神分析などからも多くの影響を受けた。このようなアルチュセールの折衷主義は、スターリン時代の知的孤立からの脱却を反映しており、マルクス思想を経済学や社会学としてだけでなく哲学としても強調することにつながっていった。歴史学者トニー・ジャットは、アルチュセールは、マルクス主義を歴史、政治、経験の領域から排除し、そのことによって、マルクス主義を経験的な批判から切り離すこととなったと指摘している。
アルチュセールはマルクス主義哲学とポスト構造主義の領域に幅広い影響を与えてきた。教え子にはミシェル・フーコー、アラン・バディウ、エティエンヌ・バリバール、ロジェ・エスタブレ、ピエール・マシュレ、ニコス・プーランツァス、ジャック・ランシエールがいる。アルチュセール研究者にフランソワ・マトゥロン (François Matheron)、伝記を書いたヤン・ムーリエ＝ブータン (Yann Moulier-Boutang)がいる。社会構造が個々の主体を構成または構築するメカニズムとしての呼びかけ　（Interpellation) の概念は、哲学者ジュディス・バトラーやゴラン・サーボーンによって発展された。国家のイデオロギー装置という概念は哲学者スラヴォイ・ジジェクに、歴史を主体なき過程として捉える試みは哲学者ジャック・デリダに影響を与えた。
経済学者 リチャード・D・ウルフ と スティーブン・レズニック はアルチュセールの重層的決定の概念を用いて、階級とは、人々の集団ではなく、生産、剰余労働の分配や割り当てを含む過程とみなした。
1980年に社会学者アクセル・ファン・デン・ベルグは、アルチュセールは、検証可能な事実とのつながりを断ち切ることで、正統派マルクス主義の急進的なレトリックを維持していると指摘した。

## 批判
アルチュセールへの批判も多数なされている。1971年にポーランドの哲学者レシェク・コワコフスキは、アルチュセールは、常識的で陳腐なことを不必要に複雑な造語で表現しており、また、マルクスにおいて曖昧で不明瞭な箇所を解消することもなく曖昧で不明瞭なままにしている、さらにいくつかの歴史認識において顕著に不正確であること、根拠なく「科学性」を主張している、などの重大な欠陥があると批判した。
アルチュセールの薫陶を受けたジャック・ランシエールは『アルチュセールの教訓』 (1974年) で批判している。
英国のマルクス主義歴史家エドワード・P・トムスンは、著書『理論の貧困』(1978)で激しくアルチュセールを攻撃した。トムスンは、アルチュセールはスターリン思想に厳密に首尾一貫した表現を与えたのであり、アルチュセール主義とは、理論的パラダイムに還元されたスターリニズムであると批判した。
分析的マルクス主義哲学者のジェラルド・コーエンは、1978年に、アルチュセールの著作はマルクスの理論を不十分に曖昧に擁護していると指摘していたが、2013年には、アルチュセール派が生み出した概念は、表面的には魅力的だが、その命題が真かどうかを判断することが不可能であることがしばしばであり、要するに、アルチュセール学派はブルシット (bullshit、デタラメ)であると明言して批判した。
アルチュセールの構造と行為主体への関心は、社会学者アンソニー・ギデンズの構造化理論において役割を果たしたが、マルクス主義における機能主義、還元主義、社会進化論を批判するギデンズは、アルチュセールによる説明も機能主義的であると批判している。
マルクス主義哲学者チェーザレ・ルポリーニは、アルチュセールを好意的にみていたが、アルチュセールの反ヒューマニズムは人文科学の枠組みから人間を可能な限り消し去ろうとする傾向として現れると批判した。反ヒューマニズムについては、『ヒューマニスト論争』などの後の著作でアルチュセール自身によって自己批判された。
哲学者ロジャー・スクルートンは、『マルクスのために』は、専門用語を説明せずに使用しているため、書き方が丁寧でなく、わかりにくく、アルチュセールの解釈がマルクスの意図を把握しているかどうかは疑わしく、たとえば土台が上部構造を決定するというマルクスの命題を放棄しているが、これは史的唯物論全体の放棄につながるし、いかなる出来事も矛盾しないという解釈は、反駁不可能であり、有用な予測にもつながらないと批判している。実際、アルチュセールの支持者の間でも、『マルクスのために』をどのように理解すべきかについて合意するのが困難だった。
経済学者アラン・リピエッツはさらに、『資本論を読む』がフランスのマルクス主義をスターリン時代から受け継いだ過度の単純化、決定論、メカニズムから解放するのに役立った一方で、マルクスが『資本論』第1章で行なった商品と貨幣の関係の分析を無視し、あるいは「検閲」したとも批判した。
マルクス主義理論家ハリー・クリーバーは、アルチュセールらの『マルクスのために』と『資本論を読む』の目的が、当時信用を失っていたフランス共産党に対して、弁証法的唯物論を復活させることだったとしたうえで、アルチュセールは抽象的な「歴史科学」を優先して現実の労働者階級の闘争を無視しており、その歴史哲学は、非歴史的で抽象的であると批判している。アルチュセール自身も『資本論を読む』が階級闘争をほとんど無視していたことを認めており、哲学を「理論的実践の理論」から「理論上の階級闘争」と再定義することで『マルクスのために』の基本的な理論を保持しようとしたと指摘した。
ウィリアム・S・ルイスは『資本論を読む』を理論的に洗練されているものの、その難解さが、アルチュセールにおける「レーニン主義的前衛主義」志向、すなわち、革命の指導者になるために理論武装された少数のエリートのために書かれたという非難を裏付けるものであると批判し、マルクス主義歴史家エリック・ホブズボームによるアルチュセールはマルクスの著作を非常に選択的に読んでいるという指摘に賛同している。
アルチュセールの自伝は、名声のある思想家が、その特権によって、狂気と殺人について一人称で書くことができた初めての例であるが、アルチュセールが自伝で告白するところによれば、何千冊もの本を所有していたが、そのうち数百冊しか読んだことがなく、プラトン、パスカル、デカルト、マルブランシュは読んだが、スピノザもヘーゲルも少ししか知らず、カントとアリストテレスは全く知らなかった。また、アルチュセールはマルクスにさえ精通していたわけではなく、マルクスについて書くときに読んだのは初期マルクスだけだった。アルチュセールは、最初の教師である神学者ジャン・ギトンによる同級生の作文の添削を見て、その指導原理を論文に盛り込みギトンに感銘を与えたことや、哲学者ガストン・バシュラールのために書いた論文にいかに偽の引用をでっち上げたかを告白している。アルチュセールは、思想家としての自分の詐欺行為が誰かに暴露されるのではないかという恐怖の中で生きてきた。自伝は率直に書かれているようにも読めるものの、妻殺害の露出主義的な描写には注意を引くための計算があるし、妻ヘレンとの関係についての果てしない理論化は、アルチュセールが加害者であり、ヘレンが犠牲者であったという明白な事実を覆い隠す傾向がある。そして、1985年になってさえも、ナチスとソ連の不可侵条約を擁護したり、スターリン主義のフランス共産党以外にプロレタリア階級の救済はないという信念を抱き続けていることには驚かされると作家ギルバート・アデアは指摘している。
リュシアン・セーヴは、アルチュセールはマルクスのテキストを正確に読まないまま解釈を展開しており、その業績は「豪華な贋作」であると厳しく批判した。
アルチュセールの見解は学者だけでなく、広範囲にも批判されており、 ジャン＝リュック・ゴダールの映画『東風』ではアルチュセールの『資本論』の序文が嘲笑されている。
歴史学者トニー・ジャットによれば、アルチュセールは「徴候的読解」と称して、自分に役立つものだけをマルクスのテキストから選び取り、それ以外は無視した。アルチュセールは、マルクス主義を、経済的実践、イデオロギー的実践、政治的実践、理論的実践といったさまざまな「構造的実践」についての理論とみなし、こうした構造的実践こそが歴史を決定するのであり、したがって、マルクス主義は、人間の意思や行為主体とは関係がなく、人間の脆弱さや欠陥からなんの影響も受けることはないと主張した。とりわけ「理論的実践」という撞着語法的なフレーズは、当時のヨーロッパ知識人にとって格別の魅力があった。あらゆることについて主体を排除して説明するこの理論は、理論の重要性を強調することで、実践の瑕疵から都合よく関心をそらしてくれた。これにより、スターリンの罪は、何百万を殺害したことではなく、マルクス主義の自己理解を歪曲したことにあるとされ、つまり、スターリン主義の過ちは、理論上のよくある間違いにすぎないとされた。フランス共産党指導部は、スターリンの罪は、スターリンへのカルト的な個人崇拝から生まれた逸脱にすぎず、余談的なエピソードとみなしたが、アルチュセールはその一枚上手を行って、スターリンとは、集合的な分析の過ちの産物にすぎないと主張し、スターリン主義の問題から個性を除外し、概念の重要性をくりかえし強調した。これはばかげた弁証法的論争であったが、1960年代にはこれが魅力的に見えていた。初期マルクスを新ヘーゲル主義的なヒューマニストであるとし、1840年代の「認識論的切断」以前のマルクスは無視してよいと考えたアルチュセールの構造主義的マルクスは、当時は、純粋で政治的な妥協のない分析とされた。
しかし、アルチュセールは1968年5月革命においては、「労働者が大量虐殺されることなく反乱が失敗に終わるというのは、労働者たちにとっては、哀悼や追悼すべき殉教者がいないのだから、かならずしも良いことではない」とだけコメントするにとどまり、その存在を示せなかった。1970年代にフランスでソルジェニーツィンの『収容所群島』が出版され、カンボジアの悲劇、毛沢東の失策などが明らかになってくると、アルチュセールの融通のきかないスタンスは、的外れなものとみなされるようになった。
ジャットによれば、アルチュセールの自伝は、自己陶酔的に書かれており、妻を殺害した理由を理解するためでなく、自分が正気であることを示すために書かれており、「純粋な思想の領野で勝利した」と自分を正当化した。また、自伝では、アルチュセールが精神分析の経歴にとりつかれていることだけでなく、歴史の無知を露呈しており、マルクスについても浅薄で不完全な知識しかもっていないことを自分で認めてもいる。1985年にもソ連のグラーグ(強制収容所)を「信じるに値しないような恐怖の物語」と述べている。
ジャットによれば、教典と儀式と真の信者をそなえていた指導者であったアルチュセールは、「自身の想像でこしらえた範疇のなかで、むやみやたらに書きなぐっている中世の二流のスコラ哲学者に似て見えてくる。しかし最も日の当たらない神学上の思索にさえ、その目標として重要なものがたいていあるものだ。だが、アルチュセールの思索からはなにも生まれなかった。彼の思索は立証不可能で、深淵難解な政治的弁護論として以外には、この世でなんら実際的に適用されなかった。」と評した。
経済学者・思想家のトマ・ピケティは『21世紀の資本』(2013年)で、アルチュセールは、サルトルやアラン・バディウと同様に、自分がいかに熱心なマルクス主義者であるかを述べるが、結局、資本や格差の問題にはたいして興味がなく、まったく違った性質の闘争の口実に使っているだけだったと批判した。
思想史研究者の太田仁樹は、アルチュセールは初期マルクスの疎外論を克服した後期マルクスに依拠しているが、後期マルクスにも疎外論的な章句を見出すことは可能であり、アルチュセールの「認識論的切断」説は説得力を持たないと批判した。また、太田は、アルチュセールの「兆候的読み方」も、自分の気に入る章句を摘み取るような解読にとどまり、方法的錯乱であり、思想的には自己破壊的なものだったと批判した。

## 著作
（邦訳のみ、アンソロジーについては原典を省略）
- 『マルクスのために』 平凡社 1994年
- （『甦るマルクス』 人文書院 1968年）

（Pour Marx 初版1965年）
- 『資本論を読む』上・中・下 筑摩書房 1996-97年
- （『資本論を読む』 合同出版 1974年）

（Lire le Capital 初版1965年）
- 『レーニンと哲学』 人文書院 1970年
- 『政治と歴史―モンテスキュー・ルソー・ヘーゲルとマルクス』 紀伊國屋書店 1974年
- （『政治と歴史―モンテスキュー・ヘーゲルとマルクス』 新訂版 紀伊國屋書店 2004年）
- 『歴史・階級・人間―ジョン・ルイスへの回答』 福村出版 1974年
- 『国家とイデオロギー』 福村出版 1975年
- 『科学者のための哲学講義』 福村出版 1977年
- 『自己批判―マルクス主義と階級闘争』 福村出版 1978年
- 『共産党のなかでこれ以上続いてはならないこと』 新評論 1978年

（Ce qui ne peut plus durer dans le parti communiste 1978年）
- 『アルチュセールの＜イデオロギー＞論』 三交社 1993年
- 『哲学について』 筑摩書房 1995年
- （『不確定な唯物論のために―哲学とマルクス主義についての対話』 大村出版 1993年）

（Sur la philosophie 1994年）
- 『哲学・政治著作集』1・2 藤原書店 1999年

（Écrits philosophiques et politiques 初版1994-95年）
- 『フロイトとラカン―精神分析論集』 人文書院 2001年

（Écrits sur la psychanalyse : Freud et Lacan 1993年）
- 『マキャヴェリの孤独』 藤原書店 2001年

（Solitude de Machiavel 1998年）
- 『未来は長く続く』 河出書房新社 2002年

（L'avenir dure longtemps suivi de Les faits 初版1992年）
- 『愛と文体―フランカへの手紙』 藤原書店 2004年

（Lettres à Franca 1998年）
- 『再生産について』 平凡社 2005年

（Sur la Reproduction 1995年）
（『再生産について』上・下　平凡社ライブラリー　2010年）
- 『精神分析講義 精神分析と人文諸科学について』 作品社 2009年

（Psychanalyse et Sciences humaines 1996年）

### 1次文献
- "Idéologie et les appareils idéologiques d'État. Notes pour la recherche"（1970年4月）

### 2次文献
- Manipuler pour mieux pouvoir (s’)expliquer. Le récit autofictionnel L’avenir dure longtemps de Louis Althusser - ウェイバックマシン（2005年3月31日アーカイブ分）

### 動画
- "D’Althusser à Lévinas, Benny Lévy et la fin de l’Histoire",モニカ・カント＝スペルベール（哲学者）が 高等師範学校で組織しているシンポジウム"Les grands débats de l’École normale supérieure"として開催。ベルナール＝アンリ・レヴィ(fr.)がパネリストとして参加している。2008年5月19日。

### 関連機関
- 現代出版資料館(IMEC)のアルチュセール文庫。草稿目録がダウンロードできる。